# Lyford Cay
25° 01′ N, 77° 32′ O

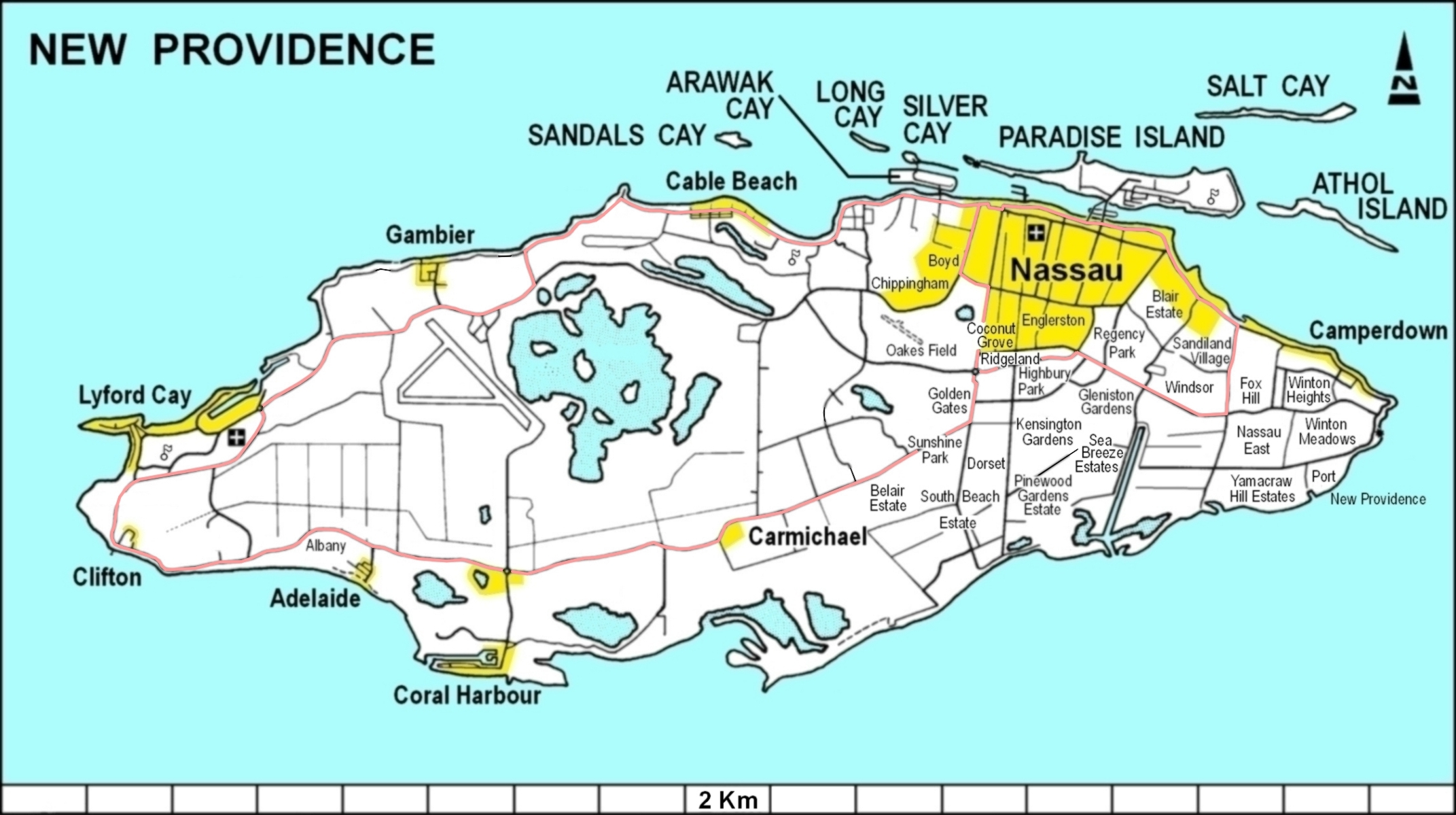
La carte de l'île de New Providence montre Lyford Cay à l'ouest.

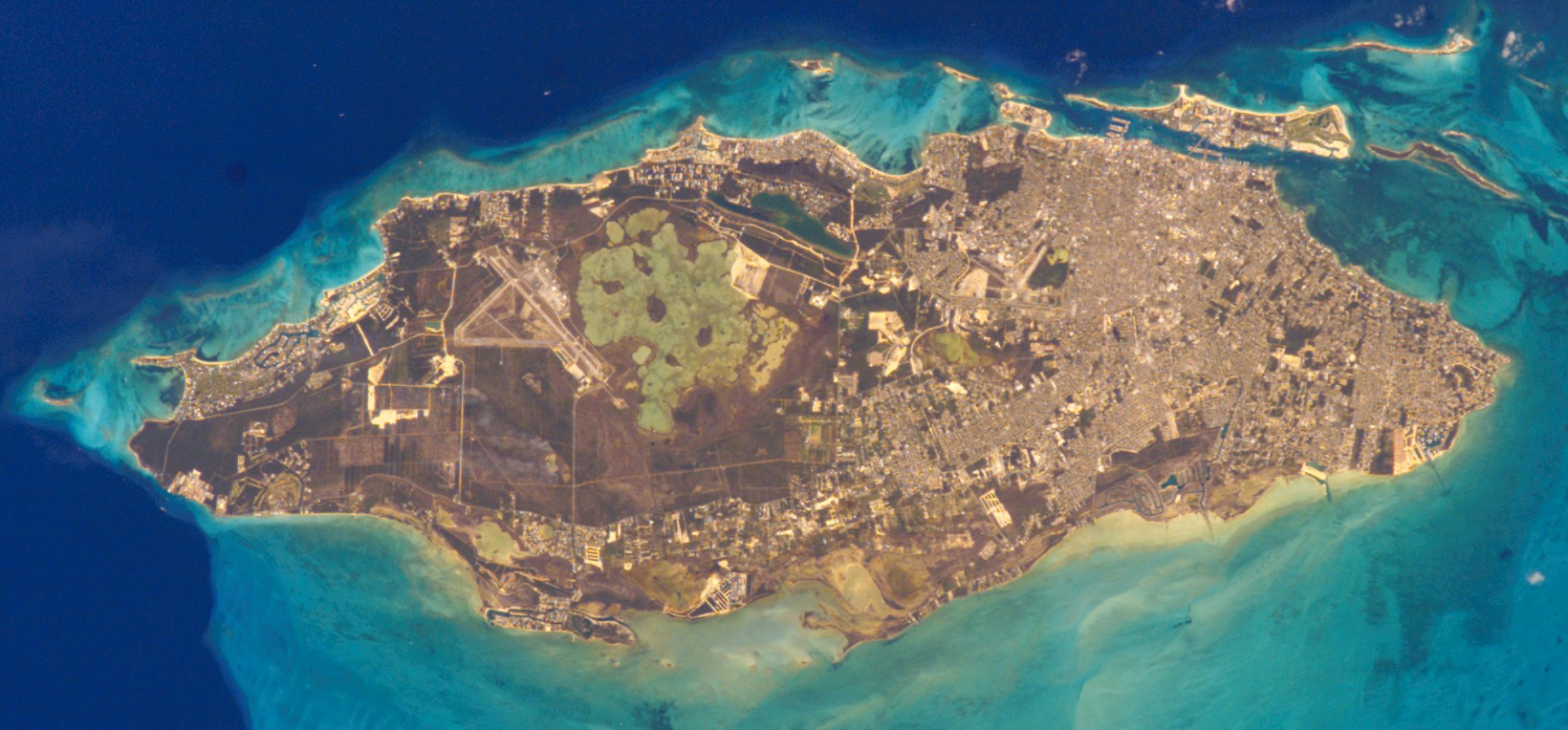
Image Satellite de la NASA.

Lyford Cay est une communauté privée fermée située à l'extrémité ouest de l'île de New Providence aux Bahamas. L'ancienne île, qui a donné son nom à la communauté, est nommée d’après le capitaine William Lyford Jr. Celui-ci était un marin de renom à l'époque coloniale anglaise et de la révolutionnaire américaine. Lyford Cay est construite sur une subvention de 448 acres que le marin anglais a reçue pour ses services en tant que loyaliste dans la Révolution américaine. Le capitaine Lyford a également reçu une subvention de 92 acres sur Cat Island, aux Bahamas pour avoir joué un rôle clé dans le raid d'Andrew Deveaux de la mi-avril 1783 qui a chassé les Espagnols de Nassau.

## L’île
Lyford Cay, également appelée Simms Cay, était une petite île sablonneuse de basse altitude à la surface d'un récif de corail située à quelques centaines de mètres au large de la côte nord-ouest de l'île de New Providence. Elle était longue de 1,4 km d'est en ouest et large de 200 mètres. Sur la carte de l'Atlas d'Edward Stanford de 1901, il est noté : L'isthme de Lyford Cay s'est développé depuis 1830, lorsque les bateaux pouvaient passer à marée haute. Il mesure maintenant 3 mètres de haut et est couvert de buissons.

## Personnalités
Considéré comme l'un des quartiers les plus riches et les plus exclusifs du monde, le Lyford Cay Club a été construit à la fin des années 1950 par l'éminent homme d'affaires canadien Edward Plunkett Taylor, qui a acheté le terrain en 1954 au promoteur bahaméen Sir Harold Christie,,. En décembre 1962, le président américain John F. Kennedy est resté chez E. P. Taylor à Lyford Cay pendant qu'il tenait des entretiens avec le premier ministre britannique Harold Macmillan. Il y a environ 450 résidences et seulement 1 300 habitants.

## Résidents célèbres
- La famille Bacardi[8]
- Louis Moore Bacon  , gestionnaire de fonds spéculatifs américains[9]
- Nicholas F. Brady, ancien secrétaire au Trésor des États-Unis.
- La famille germano-néerlandaise Brenninkmeijer[8]
- Corey Hart, chanteur et auteur-compositeur canadien
- R. Couri Hay, héritier des tapis Couristan et éditeur de la société du magazine Palm Beach et du magazine Hamptons.
- Heidi Horten, femme d'affaires autrichienne
- Viktor Kozeny, financier fugitif tchèque[10]
- Joseph Lewis, homme d'affaires britannique[11],[12]
- George P. Livanos, magnat de la navigation grecque.
- Sean Mulryan, promoteur immobilier irlandais.
- Peter Nygård, directeur de mode finno-canadienne, interpellé en décembre 2020 pour crimes sexuels sur mineures[13].
- Sir Tony O'Reilly, magnat des médias irlandais[14] et sa femme Chryss Goulandris, Lady O'Reilly, éleveuse de chevaux et héritière d’un empire de la navigation.
- Sir Sean Connery, y a vécu et y est décédé le 31 octobre 2020.

## Anciens résidents
- Sean Connery, acteur écossais[15],[16]
- Henry Ford II, fils d’Edsel Ford, petit-fils d’Henry Ford, ancien président de la Ford Motor Company.
- S.S. le Prince Azamat Guirey, de la dynastie du khanat de Crimée[17]
- Arthur Hailey, romancier anglo-canadien [18]
- George Huntington Hartford II, American businessman, heir to the A&P supermarket fortune
- Aga Khan IV, chef du groupement musulman ismaïlien.
- Charles Lazarus, fondateur de Toys "R" Us, une chaîne de magasins de jouets.
- Robert Mosbacher, pétrolier américain, secrétaire au Commerce des États-Unis,  plaisancier, et son épouse Michele (Mica) Mosbacher[19].
- Stavros Niarchos, magnat du transport maritime grec.
- Vincent O'Brien, entraîneur de chevaux de course irlandais.
- Rainier III, Prince de Monaco.
- Edward Samuel Rogers, PDG de Rogers Communications Inc.
- Tony Ryan, magnat de l'aviation irlandais.
- Sir John Templeton, investisseur et philanthrope britannique d'origine américaine[20]

## Galerie

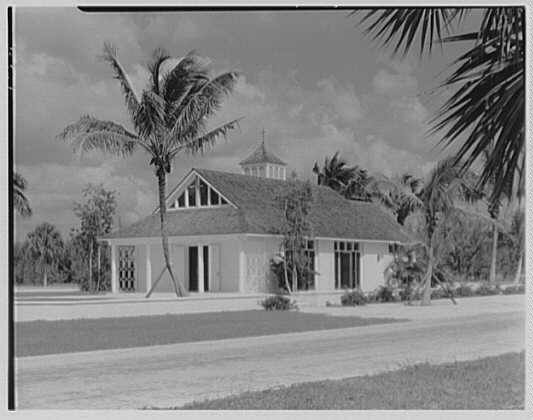
L’église paroissiale de Lyford Cay.
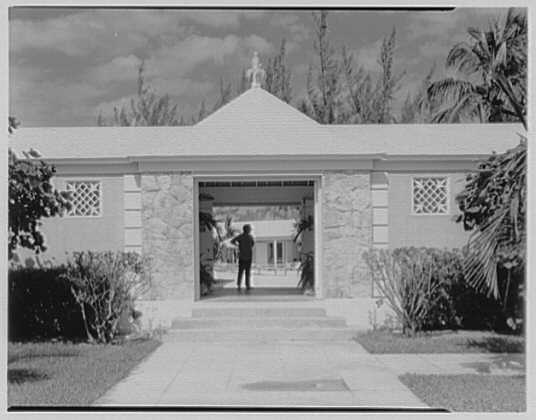
L’entrée du Lyford Cay Club.
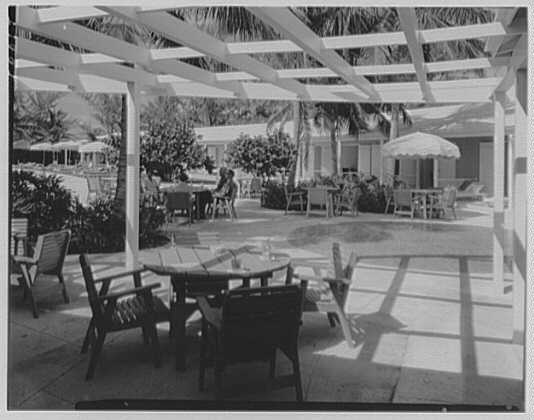
Le Lyford Cay Club.
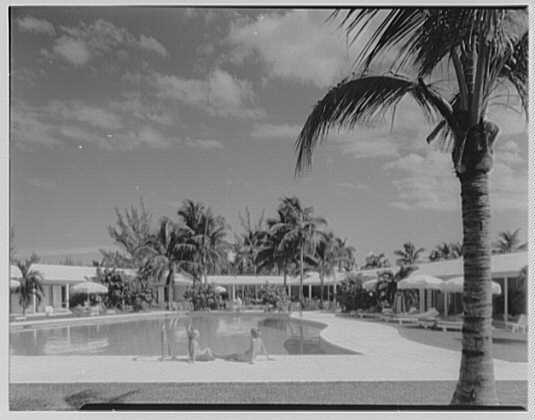
La piscine du Lyford Cay Club.
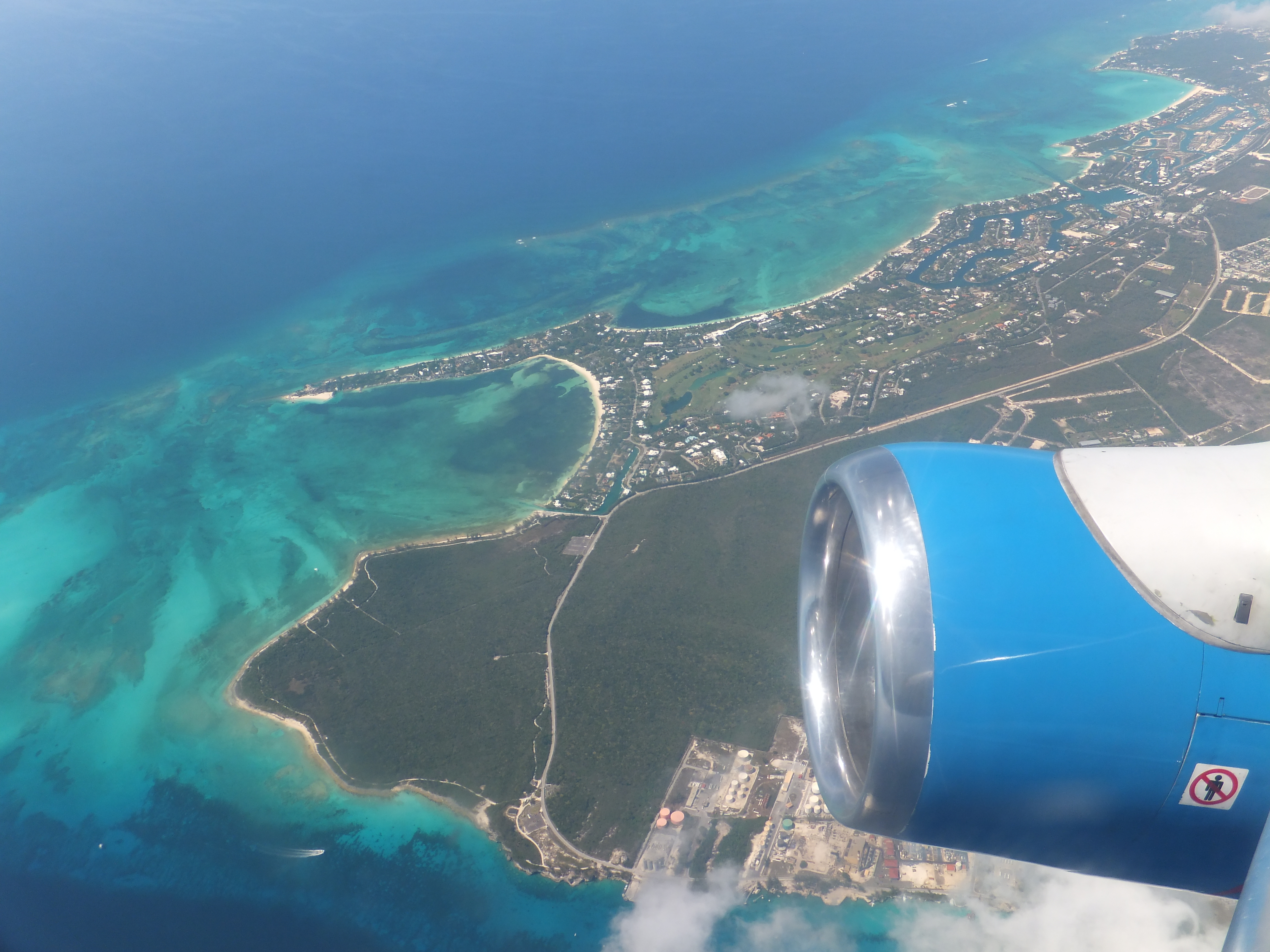
Vue aérienne de Lyford Cay.
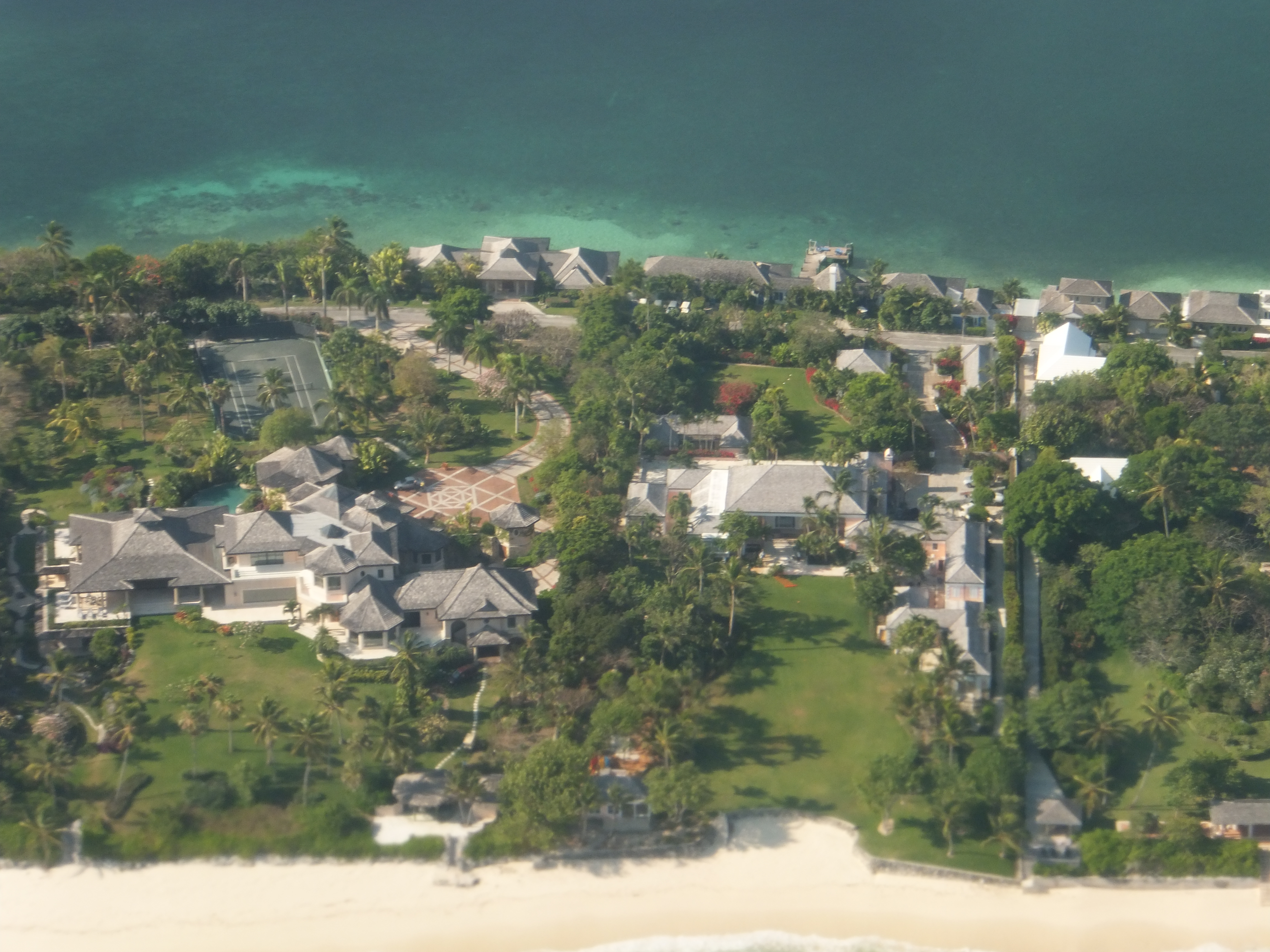
Vue aérienne de résidences sur l’île de Lyford Cay avec, au premier plan, la plage côté nord.
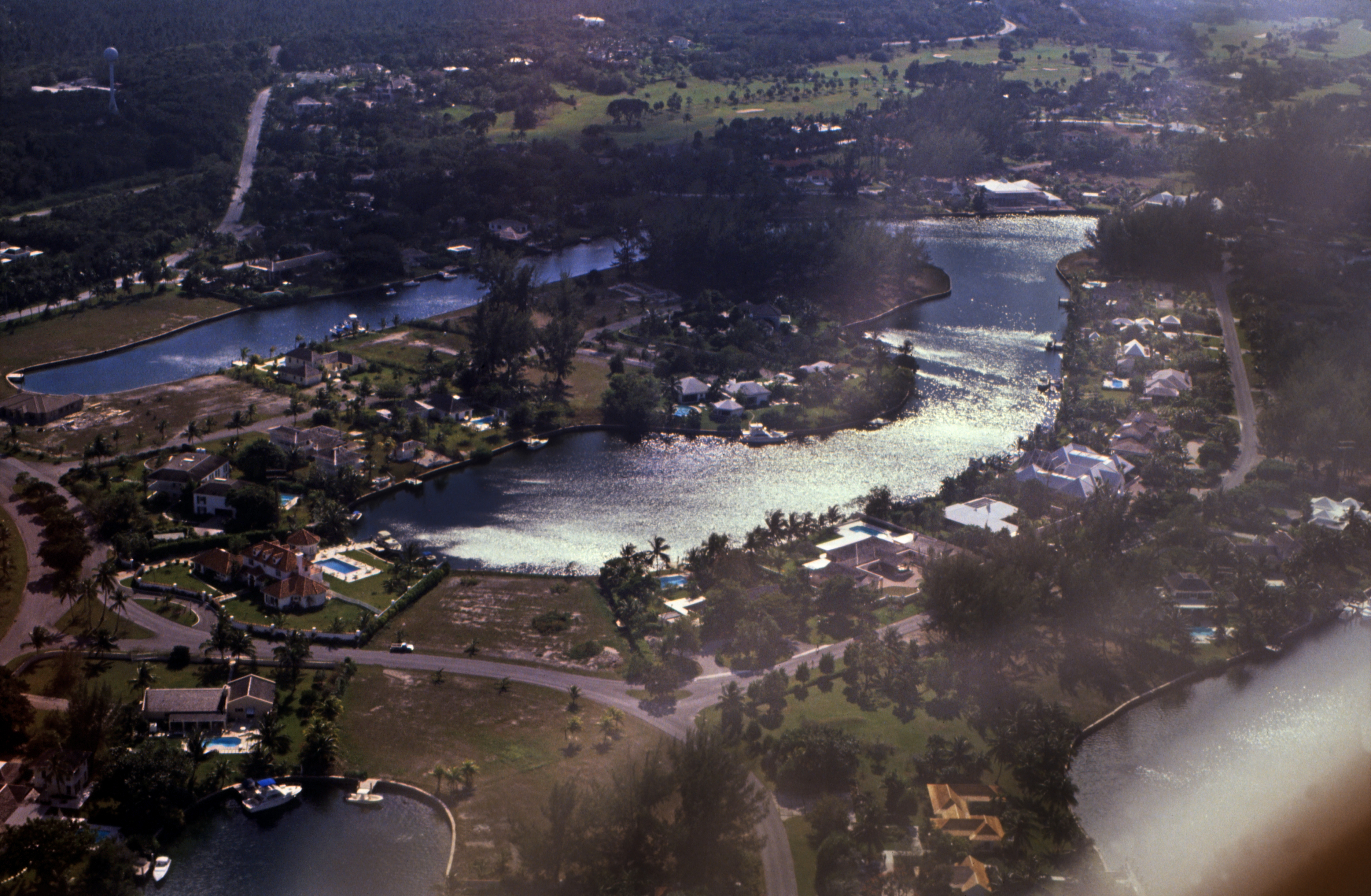
Vue aérienne de la marina de Lyford Cay.